# Flora Dalmatica
Flora Dalmatica (abreviado Fl. Dalmat.) es un libro con ilustraciones y descripciones botánicas que fue escrito por el botánico y médico italiano, Roberto de Visiani. Fue publicado en 3 volúmenes en los años 1842-1852, con el nombre de Flora Dalmatica sive Enumeratio stirpium vascularium quas hactenus in Dalmatia lectas et sibi observatas descripsit digessit rariorumque iconibus illustravit. Leipzig.